# Eudiocrinidae
Eudiocrinidae zijn een familie van zeelelies uit de orde van de haarsterren (Comatulida).

## Geslacht
- Eudiocrinus Carpenter, 1882